# Casa del Metge Lluís Domingo
La Casa del Metge Lluís Domingo és un monument del municipi d'Alcover protegit com a bé cultural d'interès local.

## Descripció
Habitatge unifamiliar de planta baixa i dos pisos, amb una tribuna en l'angle esquerre de la façana, a l'altura del primer pis. És un edifici entre mitgeres, cobert a dues vessants amb teula. La façana presenta una disposició asimètrica de les obertures, llevat de les finestres del segon pis, que apareixen seguides, en nombre del cinc. El material de la planta baixa és la pedra vista, i a la part superior, la pedra arrebossada. El maó s'ha emprat com a element constructiu i també en la decoració, per emmarcar les obertures. La ceràmica apareix així mateix, en proporció escassa, com a element ornamental.

## Història
La casa està situada en l'avinguda de Montblanc. Es tracta d'un edifici realitzat per l'arquitecte Cèsar Martinell en els anys vint d'aquest segle per al metge Lluís Domingo. Damunt una de les portes d'entrada es pot veure encara una inscripció en rajoles de ceràmica, amb les inicials "L" i "D" i el símbol de la professió mèdica, una mà amb un ull a la palma.